# Húsares de la Gran Guardia
El Regimiento de Húsares de la Gran Guardia Nacional (también llamados Húsares Nacionales o Guardia Nacional) fue un cuerpo de Húsares (caballería ligera) del Ejército de Chile durante el periodo de la historia chilena denominado Patria Vieja. 
Este regimiento fue creado el 13 de enero de 1812 en la capital de Santiago por decreto del Presidente de la Junta de Gobierno, don José Miguel Carrera. Sus 500 miembros originales fueron reclutados de los disueltos "Dragones de Chile", siendo distribuidos en 2 escuadrones de 3 compañías cada uno con una plana mayor, y entrenados, en parte, por el mismo Carrera, quien era un húsar veterano de la Guerra de la Independencia Española. Los uniformes de este cuerpo seguían las normas españolas al momento de la invasión napoleónica a la península.
En 1813, al estallar la Guerra de independencia de Chile, Carrera asume la comandancia del "Ejército Restaurador" como General en Jefe y deja el mando de los húsares al coronel José María Benavente. Más tarde, el 9 de abril, se refuerza al ejército con la creación del regimiento de "Húsares de la Guardia General", dirigidos por el capitán Diego José Benavente, y formados en base de los disueltos Regimientos de Milicias del "Príncipe", "La Princesa", "Dragones de Sagunto" y regimiento "San Fernando". Su uniforme era igual al de la "Guardia Nacional", pero su arma era, además del sable, la lanza. 
En septiembre de 1813, debido a la indisciplina de un batallón de Dragones, se reforman en los "Húsares de la Victoria", división que sería disuelta por el general Bernardo O'Higgins en 1814. Luego de reasumir el mando del ejército, Carrera aumenta el número de húsares a 12 compañías de 84 jinetes cada una (1.008 hombres).
Estos regimientos son empleados como fuerzas de choque y de reconocimiento durante el conflicto independentista, participando en las batallas de Yerbas Buenas, San Carlos, El Roble, El Quilo, Membrillar y de Rancagua. 
Luego del Desastre de Rancagua (2 de octubre de 1814) y la victoria realista en Chile, 164 húsares llegaron al exilio de Mendoza junto al general Carrera. El 30 de octubre de 1814 el gobernador de la Provincia de Cuyo, José de San Martín, disolvió las compañías de Húsares de la Guardia Nacional remanentes, y no serían reorganizadas en el Ejército Libertador de los Andes ni por O'Higgins. Sin embargo, el coronel Manuel Rodríguez, guerrillero y patriota carrerino, organizaría los efímeros "Húsares de la Muerte" en 1818, con el objetivo de defender la independencia de Chile luego del desastre de Cancha Rayada. Este regimiento usaba como emblema una calavera y dos fémures cruzados de color blanco sobre un fondo negro.

## Descripción del uniforme
GRAN GUARDIA NACIONAL
Capote de paño azul, o pardo con mangotes y capucha. Dolmán azul, cuello, vuelta y forro encarnados, vivos anteados, tres hileras de botones de media naranja con el letrero alrededor de Gran Guardia Nacional, oliva y sable en el cuello. La pelliza que solo usaran los oficiales por escasez del Erario, será en todo igual al dolmán con solo el agregado del ribete de piel de chinchilla o guillín, chaleco encarnado con el propio vivo, y una hilera de botones, y tres los oficiales.
Pantalón de paño azul con botonadura al lado, figurada media bota de piel, y forrado en el entre piernas, y en la parte que rosa el sable y la tercerola. También se les dará pantalón de ante.
Casco a la romana.
Media botas con espuelas pegadas, y herradura en el taco. Su montura cubierta con mantilla de paño azul forrado en el asiento, en el extremo de las cañoneras, y en la unión del fuste delantero con piel negra. Correaje de color de la baqueta. Maleta de paño. Guante largo de ante. Echona.
ARMAMENTO
Tercerola, una pistola a la izquierda, espada recta, cinturón de ante de dos tiros. Canana de baqueta, y en su color. Porta tercerola de ante con su gancho de muelle.
(...)
Todos los Oficiales de Ejército desde la clase de Capitanes, vivos y efectivos inclusive arriba y de ningún modo los graduados usarán sobre el vestido, en la cintura, una faja de punto de ceda carmesí.
(...)

Para evitar confusión entre los Jefes y demás Oficiales, desde Sargento Mayor hasta Coronel inclusive usaran en las boca mangas de el uniforme el mismo distintivo que previene la Ordenanza para los de su clase a más de las charreteras. Los Jefes de Húsares y de Caballería ligera, pondrán los galones en figura de pico de loro, cuyo pico torcerá a la parte exterior del brazo. Los Jefes de Dragones, Húsares, y Caballería ligera podrán no usar las charreteras cuando estén de acción solamente, por la incomodidad que con ellas causa el movimiento del caballo.

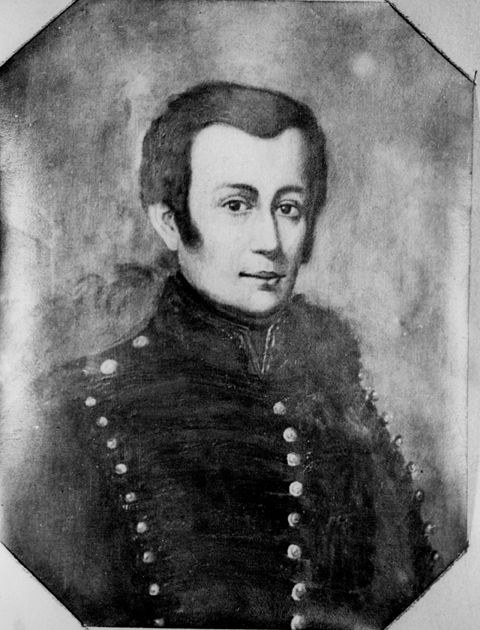
Retrato de José Miguel Carrera Verdugo, inspector general de Caballería.

-PLAN DE UNIFORMES DADO NUEVAMENTE POR LA SUPERIORIDAD PARA TODOS LOS CUERPOS VETERANOS, Y DE MILICIAS DEL EJERCITO DE ESTE REINO (1812)